# Wereldkampioenschappen badminton junioren
De wereldkampioenschappen badminton junioren is een jaarlijks terugkerend toernooi tussen junioren (onder 19) badmintonners georganiseerd door de BWF.
De eerste wereldkampioenschappen badminton werden georganiseerd in 1992 in Jakarta. Het toernooi werd destijds om de twee jaar georganiseerd. Tegenwoordig wordt het toernooi ieder jaar opnieuw georganiseerd.

## Locaties
De onderstaande tabel geeft een overzicht van landen en steden waar het toernooi heeft plaatsgevonden. 
| Jaar | Nr.  | Gaststad     | Gastland      |
| ---- | ---- | ------------ | ------------- |
| 1992 | I    | Jakarta      | Indonesië     |
| 1994 | II   | Kuala Lumpur | Maleisië      |
| 1996 | III  | Silkeborg    | Denemarken    |
| 1998 | IV   | Melbourne    | Australië     |
| 2000 | V    | Guangzhou    | China         |
| 2002 | VI   | Pretoria     | Zuid-Afrika   |
| 2004 | VII  | Vancouver    | Canada        |
| 2006 | VIII | Incheon      | Zuid-Korea    |
| 2007 | IX   | Auckland     | Nieuw-Zeeland |
| 2008 | X    | Poona        | India         |
| 2009 | XI   | Alor Setar   | Maleisië      |

| Jaar | Nr.   | Gaststad    | Gastland       |
| ---- | ----- | ----------- | -------------- |
| 2010 | XII   | Guadalajara | Mexico         |
| 2011 | XIII  | Taipei      | Chinees Taipei |
| 2012 | XIV   | Chiba       | Japan          |
| 2013 | XV    | Bangkok     | Thailand       |
| 2014 | XVI   | Alor Setar  | Maleisië       |
| 2015 | XVII  | Lima        | Peru           |
| 2016 | XVIII | Bilbao      | Spanje         |
| 2017 | XVIV  | Jogjakarta  | Indonesië      |

## Winnaars
| Jaar | Jongens single     | Meisjes single     | Jongens dubbel                            | Meisjes dubbel               | Gemengd dubbel                               | Gemengd team       |
| ---- | ------------------ | ------------------ | ----------------------------------------- | ---------------------------- | -------------------------------------------- | ------------------ |
| 2016 | Sun Feixiang       | Chen Yufei         | Han Chengkai Zhou Haodong                 | Sayaka Hobara Nami Matsuyama | He Jiting Du Yue                             | China              |
| 2015 | Lu Chia-hung       | Goh Jin Wei        | He Jiting Zheng Siwei                     | Chen Qingchen Jia Yifan      | Zheng Siwei Chen Qingchen                    | China              |
| 2014 | Lin Guipu          | Akane Yamaguchi    | Kittinupong Ketlen Dechapol Puavaranukroh | Chen Qingchen Jia Yifan      | Huang Kaixiang Chen Qingchen                 | China              |
| 2013 | Heo Kwang-hee      | Akane Yamaguchi    | Li Junhui Liu Yuchen                      | Chae Yoo-jung Kim Ji-won     | Huang Kaixiang Chen Qingchen                 | Zuid Korea         |
| 2012 | Kento Momota       | Nozomi Okuhara     | Lee Chun Hei Ng Ka Long                   | Lee So Hee Shin Sheung Chan  | Edi Subaktiar Melati Daeva Oktavianti        | China              |
| 2011 | Zulfadli Zulkiffli | Ratchanok Inthanon | Nelson Heg Wei Keat Teo Ee Yi             | Lee So Hee Shin Sheung Chan  | Alfian Eko Prasetya Gloria Emanuelle Widjaja | Maleisië           |
| 2010 | Viktor Axelsen     | Ratchanok Inthanon | Ow Yao Han Yew Hong Kheng                 | Bao Yixin Ou Dongni          | Liu Cheng Bao Yixin                          | China              |
| 2009 | Tian Houwei        | Ratchanok Inthanon | Chooi Kah Ming Ow Yao Han                 | Tang Jinhua Xia Huan         | Maneepong Jongjit Rodjana Chuthabunditkul    | China              |
| 2008 | Wang Zhengming     | Saina Nehwal       | Mak Hee Chun Teo Kok Siang                | Fu Mingtian Yao Lei          | Chai Biao Xie Jing                           | China              |
| 2007 | Chen Long          | Wang Lin           | Chung Eui-seok Shin Baek-choel            | Xie Jing Zhong Qianxin       | Lim Khim Wah Ng Hui Lin                      | China              |
| 2006 | Hong Ji-hoon       | Wang Yihan         | Lee Yong-dae Cho Gun-woo                  | Ma Jin Wang Xiaoli           | Lee Yong-dae Yoo Hyun-young                  | Zuid Korea         |
| 2004 | Chen Jin           | Cheng Shao-chieh   | Hoon Thien How Tan Boon Heong             | Tian Qing Yu Yang            | He Hanbin Yu Yang                            | China              |
| 2002 | Chen Jin           | Jiang Yanjiao      | Han Sang-hoon Park Sung-hwan              | Du Jing Rong Lu              | Guo Zhendong Yu Yang                         | China              |
| 2000 | Bao Chunlai        | Wei Yan            | Sang Yang Zheng Bo                        | Zhang Yawen Wei Yili         | Sang Yang Zhang Yawen                        | China              |
| 1998 | Zhang Yang         | Gong Ruina         | Chan Chong Ming Teo Kok Seng              | Zhang Jiewen Xie Xingfang    | Chan Chong Ming Joanne Quay                  | Geen team toernooi |
| 1996 | Zhu Feng           | Yu Hua             | Gan Wye Teck Chan Chong Ming              | Gao Ling Yang Wei            | Wang Wei Lu Ying                             | Geen team toernooi |
| 1994 | Chen Gang          | Wang Chen          | Peter Gade Peder Nissen                   | Yao Jie Liu Lu               | Zhang Wei Qian Hong                          | Geen team toernooi |
| 1992 | Sun Jun            | Kristin Junita     | Santoso Kusno                             | Gu Jun Han Jingna            | Jim Laugesen Rikke Olsen                     | Geen team toernooi |

## Statistieken
|    | Land           | ME | VE | MD | VD | GD | Totaal |
| -- | -------------- | -- | -- | -- | -- | -- | ------ |
| 1. | China          | 12 | 8  | 4  | 13 | 11 | 48     |
| 2. | Maleisië       | 1  | 1  | 7  | 0  | 2  | 11     |
| 3. | Zuid-Korea     | 2  | 0  | 3  | 3  | 1  | 9      |
| 4. | Thailand       | 0  | 3  | 1  | 0  | 1  | 5      |
| 4. | Japan          | 1  | 3  | 0  | 1  | 0  | 5      |
| 6. | Indonesië      | 0  | 1  | 1  | 0  | 2  | 4      |
| 7. | Denemarken     | 1  | 0  | 1  | 0  | 1  | 3      |
| 8. | Chinees Taipei | 1  | 1  | 0  | 0  | 0  | 2      |
| 9. | India          | 0  | 1  | 0  | 0  | 0  | 1      |
| 9. | Singapore      | 0  | 0  | 0  | 1  | 0  | 1      |
| 9. | Hongkong       | 0  | 0  | 1  | 0  | 0  | 1      |

|    | Land       | Totaal |
| -- | ---------- | ------ |
| 1. | China      | 11     |
| 2. | Zuid-Korea | 2      |
| 3. | Maleisië   | 1      |

Jakarta 1992 · 
Kuala Lumpur 1994 · 
Silkeborg 1996 · 
Melbourne 1998 · 
Guangzhou 2000 · 
Pretoria 2002 · 
Vancouver 2004 · 
Incheon 2006 · 
Auckland 2007 · 
Poona 2008 · 
Alor Setar 2009 · 
Guadalajara 2010 · 
Taipei 2011 · 
Chiba 2012 ·
Bangkok 2013 ·
Alor Setar 2014 ·
Lima 2015